# Azarias Silva
Azarias Silva (São Paulo, 5 de junho de 1884 — São Paulo, 5 de fevereiro de 1970) foi um coronel da Força Pública de São Paulo, atual Polícia Militar do Estado de São Paulo, e comandante na Revolução Constitucionalista de 1932. 

## Biografia
Azarias Silva nasceu em São Paulo, em 5 de junho de 1884. Iniciou a sua carreira em 1908 ao alistar-se na Força Pública de São Paulo e iniciar o curso para o oficialato na corporação.
Em 1911, após concluir o curso, o então alferes foi lotado no 4º Batalhão de Cavalaria, sendo promovido a 2º tenente (primeiro da turma) ainda em 1911 e a 1º tenente em 1914. As suas demais promoções em serviço ativo foram: a capitão em 1916, a major em 1926 e a tenente-coronel em março de 1932, quando em 17 de junho do mesmo ano veio a assumir o comando do Regimento de Cavalaria da Força Pública de São Paulo, arma de sua predileção, da qual foi reconhecido técnico especialista. Ao longo de sua carreira todas as suas promoções foram por merecimento.

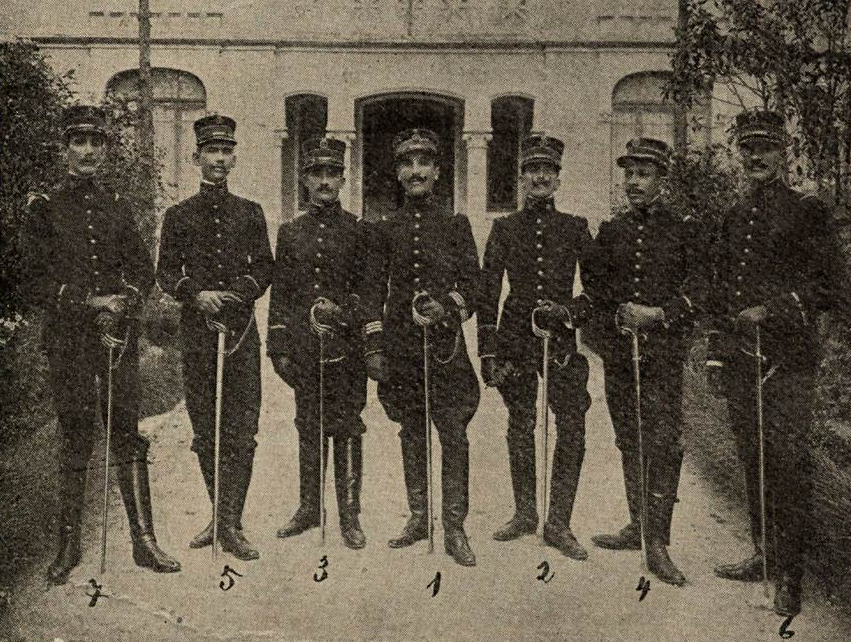
Auxiliares da missão francesa na Força Pública de São Paulo em 1911. O então alferes Azarias Silva está indicado na imagem sob o número 2 e a sua direita está o então capitão Francisco Alfieri comandante da Cia Escola.

De 1914 a 1918, serviu no Curso Especial Militar, como professor de física, química e hipologia, e ainda instrutor de cavalaria. Em 1917, foi promovido a capitão e em 1919 organizou e instalou o 3º esquadrão, criado naquele ano, com a elevação do Corpo de Cavalaria a Regimento.
Em 1923, foi convidado para organizar e instruir, pelos métodos e regulamentos do Exército Francês, a cavalaria da Força Pública de Minas Gerais, partido para esse estado no mês de abril, onde foi comissionado no posto de major. Em 1925, regressou a São Paulo, por conclusão do contrato com o governo mineiro e discordar com a sua renovação, em vista de ter sido convidado para reorganizar e instruir a cavalaria paulista.
Em 1926, já com a patente de major, foi nomeado secretario do comando geral da Força Pública. No mesmo ano foi designado para comandar o 2º Regimento de Cavalaria que, pouco depois, foi designado para incorporar-se a então "Coluna Pedro Dias" que percorreu os sertões de São Paulo, Minas Gerais, Goiás e Bahia por quase seis meses no encalço dos rebeldes integrantes da conhecida “Coluna Prestes”.
Combateu os revoltosos durante a Revolução de 1930, em defesa do governo em São Paulo. Ainda em 1930, já sob o regime de Getúlio Vargas e sob a interventoria estadual de João Alberto, o então major de cavalaria foi nomeado diretor da Cadeia Publica de São Paulo, a fim de reorganizá-la, dando-lhe nova orientação.
Em 1931, foi nomeado delegado especializado de costumes e jogos, e superintendente da fiscalização dos divertimentos públicos, do Gabinete de investigações. Naquele ano, também foi diretor da banda de música da Força Pública de São Paulo, participando da organização das comemorações do centenário da corporação. No mesmo ano foi nomeado para comandar a Escola de Oficiais da Força Pública.
Na década de 1920, chegou a ser presidente Clube Recreativo de Sant’Anna e diretor do Concurso de Beleza em São Paulo, para escolha da Miss São Paulo.
Em 1932, foi nomeado diretor da Repartição do Material Bélico, a fim de remodelar esta importante repartição da Força.
Em 1932, foi promovido a tenente-coronel e em 17 de junho substituiu o então cel. Júlio Marcondes Salgado no comando do 1º Regimento de Cavalaria, pois naquela ocasião o coronel havia sido nomeado Comandante da Força Pública.
Azarias Silva serviu como oficial às ordens de Sua Alteza, o Príncipe Leopoldo da Bélgica, e de cinco embaixadores estrangeiros, em visita ao Estado. Por conta dessa e outras atuações recebeu condecorações.
Foi aluno da Escola Militar do Brasil e da Faculdade de Direito de São Paulo. Bacharelou-se em letras. É autor dos Elementos de Hippologia (1916), obra que muito influenciou as Forças Publicas dos Estados de São Paulo e de Minas Gerais, de Histórico da Bandeira Nacional, de 1500 a 1925, e também de muitos artigos publicados em jornais de São Paulo e de Belo Horizonte, notadamente sobre técnica de cavalaria.
Com a deflagração da Revolução Constitucionalista de 1932 o então tenente-coronel da Força Pública seguiu a 15 de julho para a região do município de Ribeira, então chamada “Capella da Ribeira”, situada na fronteira com o Paraná, para assumir um contingente misto que ali começava a exercer resistência contra as tropas governistas. O seu genro, Irani Teixeira, também foi voluntario naquela frente de combate.
A linha de defesa do subsetor de “Capella da Ribeira” era respectiva a denominada Frente sul de combate, então comandada pelo coronel Brasílio Taborda. A posição situava-se na fronteira com o Paraná demarcada pelo Rio Ribeira, onde os paulistas tinham as suas trincheiras na margem paulista do rio, em posições privilegiadas e bem fortificadas. Entre 15 de julho a 31 de agosto de 1932, o então tenente-coronel Azarias Silva comandou na localidade um contingente formado por um esquadrão de cavalaria da Força Pública somados a soldados de infantaria e voluntários totalizando cerca de 350 homens. Após três semanas de luta renhida e encarniçada em terreno acidentado contra as tropas governistas compostas por um destacamento da polícia paranaense comandado pelo coronel Ayrton Plaisant, cujo efetivo chegou a totalizar cerca de 1.500 homens, o tenente-coronel Azarias Silva foi cercado e feito prisioneiro junto com 3 oficiais e 56 praças, segundo informações do próprio, devido à traição de um pequeno grupo de oficiais de sua tropa liderados pelos tenentes e irmãos Antônio e Agostinho Navarro (do Regimento de Cavalaria da Força Pública de São Paulo), que naquela ocasião passaram para o lado adversário e colaboraram com as tropas paranaenses ao auxiliá-las na travessia do Rio Ribeira bem como com as manobras para o cerco das tropas paulistas. Após a tomada de Ribeira pelas tropas paranaenses, aquele grupo amotinado de paulistas passou a integrar oficialmente o destacamento do coronel Plaisant e a combater os próprios paulistas naquela frente de combate. Os membros remanescentes do batalhão comandado por Azarias Silva conseguiram fugir do cerco rumo a cidade de Xiririca (atual Eldorado) via Apiaí, onde lá se reincorporaram as forças paulistas.
Com a prisão, o comandante paulista e seus homens foram recolhidos à Curitiba para interrogatório, posteriormente foram transportados para o Rio de Janeiro pelo navio vapor “Pará”, que lá chegou a 10 de agosto, sendo encarcerado na Ilha Grande e, por fim, transferido para a Casa de Correção do Rio de Janeiro. Estando em desacordo com o desfecho da luta consumado pelo comandante geral da Força Pública, Herculano de Carvalho e Silva, além de se opor a ocupação militar da ditadura em São Paulo, inclusive nos próprios quadros da Força Pública, tão logo que chegou a São Paulo, em 3 de novembro de 1932, o tenente-coronel Azarias Silva apresentou o seu pedido de reserva, que somente lhe foi concedido em 29 de novembro de 1932, seguindo o exemplo do tenente-coronel Romão Gomes, do tenente-coronel. Francisco Alfieri, do major Mario Rangel, entre outros notórios oficiais da corporação. Foi reformado com a patente de coronel.

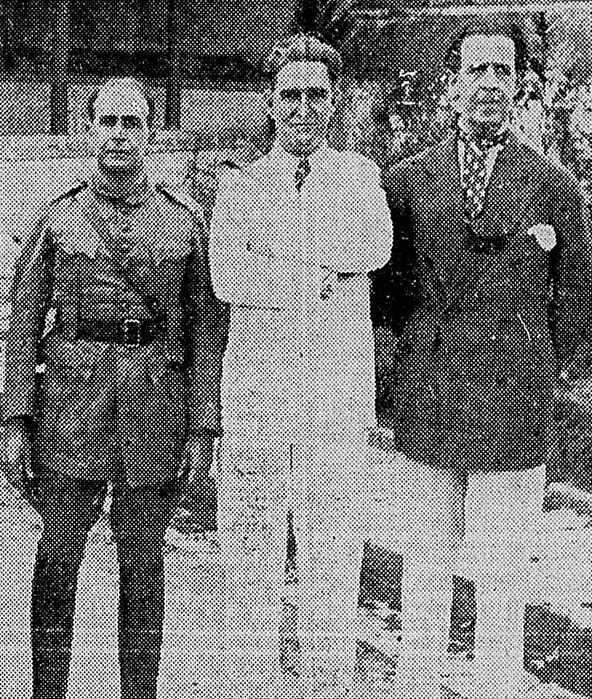
(Da esq. p/ direita) Azarias Silva, Thirso Martins e Ibrahim Nobre na ocasião da saída da Casa de Correção do RJ, em 28 de outubro de 1932

Na antiga Casa de Correção do Rio de Janeiro cumpriu pena na famosa “Capelinha”, uma seção do presídio que reuniu vários e ilustres presos no levante de 1932, como Pedro Dias de Campos, Paulo Duarte, Júlio de Mesquita Filho, Ibrahim Nobre, Reinaldo Saldanha da Gama, João Cabanas, entre outros. Foi solto somente em 28 de outubro de 1932 e retornou a São Paulo em 3 de novembro de 1932.
Devido à censura imposta à imprensa durante a Intervenção em São Paulo do general Valdomiro Lima, os jornais foram impedidos de publicar ao final de novembro de 1932 um manifestou redigido pelo cel. Azarias Silva em que explicitava a sua atuação durante o conflito, as circunstâncias de sua prisão em Ribeira em 2 de agosto de 1932 e as razões do seu pedido de reforma da Força Pública após o conflito. O artigo que seria publicado na imprensa paulistana em 28 de novembro de 1932 tinha o título: "Um distincto official que passa á inactividade. A brilhante fé de officio do tenente coronel Azarias Silva, ex-commandante do Regimento de Cavallaria", e diante da censura, Azarias Silva resolveu imprimir por conta própria o texto e distribuir aos amigos e conhecidos em que ao final da publicação havia a seguinte nota:"A censura não consentiu que publicasse, no dia em que fui reformado, esta notícia inoffensiva, que recebeu o carimbo "publicação proibida"!, pelo que resolvi mandar imprimil-a, afim de ser distribuida aos amigo e aos que não me conhecem. Ao sympathico periódico os meus agradecimentos. São Paulo, 29 de novembro de 1932.(a)Tenente coronel Azarias Silva, ex-comte do Regimento de Cavallaria". Naquele período também foram censuradas outras notícias a respeito do coronel.
Ainda em 1932, fez parte da comissão de juízes assistentes da Corrida Internacional de São Silvestre daquele ano, tradicionalmente ocorrida em 31 de dezembro.
Foi perseguido por autoridades do regime Vargas durante a intervenção no estado do general Valdomiro Lima que perdurou de 6 de outubro de 1932 a 27 de julho de 1933, tendo sido detido pelo DOPS em algumas ocasiões por supostamente ainda continuar a conspirar contra o regime. Por conta disso, em 1933 seguiu com sua família ao Rio de Janeiro em auto-exílio. Após alguns meses na capital fluminense, após a nomeação de Armando de Sales Oliveira para a interventoria de São Paulo em agosto , regressou a capital paulista no final daquele ano.
Em 1935, junto com o Major Faria e Souza e os capitães Antônio Pitscher, Manoel de Oliveira Cravo, Guedes da Cunha, além do tenente José Caboclo, o Cel. Azarias Silva foi um dos fundadores da Associação dos Oficiais da Reserva e Reformados da Polícia Militar (AOMESP), lutando com desassombro pelas suas gentes e defendendo os nobres ideais da Tropa do Brigadeiro Tobias de Aguiar. Chegou a ocupar o cargo de Secretário Geral  da Associação.
Na década de 1940, foi também delegado de Polícia em Indaiatuba. Integrante a Associação dos Oficiais Reformados e da Reserva Policial, viajou pelo país fazendo conferências, sobre temas militares, nacionais e econômicos.
Foi um contribuidor ativo da história e da memória Revolução de 1932 em São Paulo. Tendo sido responsável por organizar os primeiros eventos de comemorações e desfiles do 9 de julho na capital paulista, que na época contavam com a participação dos próprios veteranos do conflito que se apresentavam em desfile ao publico em unidades da Força Pública, Exército da 2ª Região e batalhões de voluntários. Também ministrou vários cursos e seminários sobre a história da Revolução Constitucionalista, principalmente no antigo Clube Piratininga. Ainda propôs vários projetos para organizações futuras das comemorações do 9 de julho.
Faleceu em 5 de fevereiro de 1970, aos 85 anos, na cidade de São Paulo. Era casado com Laura Simões e Silva, com quem teve as filhas Ocirema, Ocaciema e Iwá. Também teve vários netos e bisnetos. O seu sepultamento realizou-se no Cemitério São Paulo.

## Homenagens e condecorações
Em 1918, foi condecorado com a “Cruz de Oficial de Ordem de São Leopoldo”, por ter pertencido a Casa Militar dos Reis da Bélgica, durante sua permanência em São Paulo, honraria que também foi atribuída na ocasião ao então 1º tenente Júlio Marcondes Salgado. Azarias Silva também recebeu condecoração do governo chileno que lhe conferiu a “Al Merito”, pelo seu valor militar. Em 1933, o governo paulista concedeu-lhe a medalha “Mérito Militar”, por contar mais de 25 anos de bons e leais serviços prestados ao Estado.
Na cidade de São Paulo, na Vila Guilherme, há a rua "Coronel Azarias Silva" em homenagem ao prestigiado ex-comandante da Força Pública Paulista.

## Publicações
- Silva, Azarias (1925). Historico da Bandeira Nacional, de 1500 a 1925. São Paulo: [s.n.]
- Silva, Azarias (1916). Elementos de Hippologia. São Paulo: [s.n.]